# Condado de Villaleal
El condado de Villaleal es un título nobiliario español creado por el rey Carlos II en 26 de febrero de 1675 a favor de  Benito Galindo-Piquinoti y Negro, caballero de la Orden de Alcántara.

## Condes de Villaleal
|                        | Titular                                       | Periodo                |
| Creación por Carlos II | Creación por Carlos II                        | Creación por Carlos II |
| ---------------------- | --------------------------------------------- | ---------------------- |
| {I                     | Benito Galindo-Piquinoti y Negro              | 1675-                  |
| II                     | José Manuel Galindo Piquinoti                 |                        |
| III                    | Juan Francisco Galindo Piquinoti              |                        |
| IV                     | Josefa María Piquinoti                        |                        |
| V                      | Nicolás Grimau Galindo Piquinoti              | -1797                  |
| VI                     | Fernando Carrasco Rocamora                    | 1797-1807              |
| VII                    | María Francisca de Paula Carrasco y Arce      | 1807                   |
| VIII                   | Juan Roca de Togores y Carrasco               |                        |
| IX                     | Enriqueta Roca de Togores y Carradini         |                        |
| X                      | Manuel Pérez-Seoane y Roca de Togores         |                        |
| XI                     | Carlos Pérez-Seoane y Cullen                  | 1950-1984              |
| XII                    | Carlos Pérez-seoane y Álvarez de Toledo       | 1987-1996              |
| XIII                   | Margarita Pérez-Seoane y Fernández Villaverde | 1996-2010              |
| XIV                    | Alfonso María de Barrera y Pérez-Seoane       | 2010-2020              |
| XV                     | Pedro Alfonso Barrera Lacabex                 | 2021-hoy               |

## Historia de los condes de Villaleal
- Benito Galindo-Piquinoti y Negro, I conde de Villaleal.[1][2]

Se casó con Jerónima de Sada.  Le sucedió su hijo:
- José Manuel Galindo Piquinoti, II conde de Villaleal.[2]

Contrajo matrimonio con Ana Ciaño y Loyola. Le sucedió su hijo:
- Juan Francisco Galindo Piquinoti, III conde de Villaleal,[2] teniente de las reales Guardias Españolas, regidor perpetuo del Ayuntamiento de Murcia.[3] Le sucedió su hermana:

- Josefa María Piquinoti, IV condesa de Villaleal.[2]

Se casó con Nicolás Grimau, capitán de las galeras de la escuadra de España.  Le sucedió su hijo:
- Nicolás Grimau Galindo Piquinoti, V conde de Villaleal[2]

Se casó con Francisca Jarava. Le sucedió su sobrino, que fue su heredero único.
- Fernando Carrasco Rocamora (m. 19 de junio de 1807),[5] VI conde de Villaleal,[2] caballero de la Orden de Carlos III, señor de Pozo Rubio, de Molins y de Ceutí, alférez perpetuo del Ayuntamiento de Albacete, y señor de Vuznegra.[4] Era hijo Antonio Carrasco Castro y de Eustaquia Rocamora Piquinoti,[6]  esta última hija de Eustaquio Rocamora y Luisa Piquinoti, que era hermana de la IV condesa.[2]

Contrajo matrimonio con María Joaquina Arce.  Le sucedió su hija:
- María Francisca de Paula Carrasco y Arce, VII condesa de Villaleal.[2]

Se casó con Luis Manuel Roca de Togores y Valcárcel, II conde de Pinohermoso. Le sucedió su hijo:
- Juan Nepomuceno Roca de Togores y Carrasco (Murcia, 13 de diciembre de 1801-Madrid, 25 de marzo de 1883), VIII conde de Villaleal y III conde de Pinohermoso.[8] Le sucedió en 1882 su sobrina, única hija de su hermano Joaquín Roca de Togores y Carrasco (Alicante 1803-La Habana, 1854) y de María Anna Corradini Flameo (1807-1890):[9]

- Enriqueta María Roca de Togores y Corradini (n. México, 22 de agosto de 1842),[10] IX condesa de Villaleal, I duquesa de Pinohermoso y IV condesa de Pinohermoso, dama de la reina Victoria Eugenia y de la Orden de María Luisa.[9]

Se casó en Madrid el 29 de julio de 1862 con Pablo Pérez-Seoane y Marín, II conde de Velle, senador del Reino, caballero de la Orden de Malta, Collar y Gran Cruz de la Orden de Carlos III, gentilhombre de cámara con ejercicio y servidumbre, hijo de Manuel Pérez-Seoane y Rivero, I conde de Velle, y de Josefa Marín y San Martín. Le sucedió su hijo:
- Manuel Pérez-Seoane y Roca de Togores (Madrid, 22 de octubre de 1866-1934), X conde de Villaleal, II duque de Pinohermoso y III conde de Velle,[9] gentilhombre grande de España con ejercicio y servidumbre del rey Alfonso XIII, caballero de la Orden de Malta y abogado.[9][10]

Contrajo matrimonio el 3 de julio de 1895 en Nueva York con Carolina Cullen y Montgomery.
- Carlos Pérez-Seoane y Cullen (Roma, 3 de abril de 1896-31 de diciembre de 1984), XI conde de Villaleal,[11] III duque de Pinohermoso,[10] y IV conde de Velle.

Casó con su prima hermana, María del Carmen Fernández Villaverde y Roca de Togores, hija de Raimundo Fernández Villaverde y García Rivero y de Ángela Roca de Togores y Aguirre-Solarte, I marquesa de Pozo Rubio.
- Carlos Pérez-Seoane y Álvarez de Toledo (1956-), XII conde de Villaleal,[12] IV duque de Pinohermoso,[13] y VI conde de Velle[14] (el V conde de Velle fue su padre, que no llegó a heredar los otros títulos de la Casa). Hijo de Manuel Pérez-Seoane y Fernández-Villaverde y María Álvarez de Toledo y Cabeza de Vaca.

Se casó en primeras nupcias con Gloria de Zunzunegui y Ruano, con descendencia, y en segundas con Adriana Hoyos Vega. Le sucedió la hermana de su padre, su tía carnal:
- Margarita Pérez-Seoane y Fernández Villaverde (1928-2009), XIII condesa de Villaleal.[15] y V duquesa de Pinohermoso[16]

Casó con Javier de Barrera y Ducassi. En 2010 le sucedió su hijo:
- Alfonso María de Barrera y Pérez de Seoane, (1951-12 de junio de 2020[17]), XIV conde de Villaleal[18] y VI duque de Pinohermoso.[19]  Le sucedió su hijo:

- Pedro Alfonso Barrera Lacabex, XV conde de Villaleal y VII duque de Pinohermoso.[20]